# Karl Arnold (ilustrador)
Karl Arnold (1 de abril de 1883 en Neustadt bei Coburg-29 de noviembre de 1953 en Múnich) fue un ilustrador, caricaturista y pintor alemán.
Karl Arnold fue el cuarto hijo del empresario Max Oscar Arnold y su esposa Emilie. 
Publicó ilustraciones en Simplicissimus y en Jugend. Con el tiempo se convirtió en un colaborador de importancia y socio de Simplicissimus.
- 1918 Empieza la colaboración con Simplicissimus
- 1922 Participa en la gaceta satírica suiza Nebelspalter
- 1936 Ilustrador de prensa para Ullstein-Verlag
- 1953 Miembro de la Academia de Bellas Artes de Múnich